# 德爾納省
德爾納省（阿拉伯语：درنة）是利比亞的一個省，位於該國東北部，北臨地中海。面積4,908平方公里。2003年人口81,174人。首府德爾納。
1. ↑  . statoids.com.   [27 October 2009]. （原始内容存档于2019-11-21）..